# Mariano Figueres Olsen
Peter Michael Mariano Figueres Olsen (San José, 11 de abril de 1960 - La Unión, 25 de septiembre de 2019), más conocido como Mariano Figueres Olsen, fue un político y experto en seguridad costarricense, director de la Dirección de Inteligencia y Seguridad; servicio de inteligencia de Costa Rica.

## Biografía
Hijo del caudillo fundador de la Segunda República y tres veces presidente José Figueres Ferrer y la ex primera dama de origen estadounidense, diputada y embajadora Karen Olsen Beck, segunda esposa de Figueres. Su hermano José María Figueres fue también presidente de la República. Sostuvo una relación sentimental en unión libre con Geannina Dinarte, viceministra de Economía y miembro del Partido Acción Ciudadana, con quien tuvo un hijo.
Militó por largo tiempo en el partido de su padre y hermano, el Partido Liberación Nacional, al que renunció en 2005 al mismo tiempo que el entonces secretario general Luis Guillermo Solís (cercano a la tendencia figuerista) por desacuerdos con el arismo al que acusaron de irregularidades en las elecciones internas y haber dejado de lado los principios socialdemócratas fundacionales del PLN por el neoliberalismo. Mientras Solís se uniría al Partido Acción Ciudadana (PAC), Figueres fundaría el partido Alianza Patriótica al lado de otras figuras ex liberacionistas como Célimo Guido Cruz y Rolando Araya Monge (ambos luego dejarían AP por otros partidos).
En las elecciones de 2010 Alianza Patriótica presenta a Rolando Araya como candidato presidencial, pero este renunciaría a sus aspiraciones dándole la adhesión a Ottón Solís del PAC, quien perdería ante Laura Chinchilla del PLN. AP no conseguiría diputados. Durante 2012 y 2013 Figueres, como presidente de AP, lidera las negociaciones para crear una coalición opositora de partidos progresistas, llamada Coalición Viva, que no tiene éxito. AP no presentaría candidato y apoyaría la candidatura de Luis Guillermo Solís por el PAC. Dicha candidatura resultó victoriosa tanto en primera como en segunda ronda en las elecciones de 2014. AP tampoco obtendría diputados. Solís nombraría a Figueres como director de la agencia de inteligencia costarricense; la Dirección de Inteligencia y Seguridad.
Figueres aseguró que reformaría la DIS para que deje de ser una fuerza de “policía política” y que haría públicos los expedientes de las personas investigadas por la misma.
Figueres dejó temporalmente la dirección de la DIS después de sufrir un infarto en Alemania, el 23 de febrero de 2017.

### Accidente y muerte
El 24 de junio de 2018 Figueres tuvo un grave accidente en motocicleta, cuando regresaba a su casa en San Cristóbal de Desamparados. Producto  del suceso, sufrió lesiones en su médula espinal de lo cual nunca se recuperó.
Luego de meses de tratamiento y rehabilitación, murió de un infarto en su casa de habitación en La Unión en la madrugada del 25 de septiembre de 2019, a la edad de 59 años.